# Living (Bakermat)
Living is een nummer van de Nederlandse dj Bakermat uit 2016, ingezongen door de Britse zanger Alex Clare.
"Living" is een deephousenummer met een zomers geluid. Het nummer werd een klein hitje in Nederland met een 4e positie in de Tipparade. Ook in Vlaanderen kwam het in de Tipparade, maar dan op de 38e positie.